# Успенка (Томская область)
Успе́нка — деревня в Первомайском районе Томской области. Входит в состав Сергеевского сельского поселения.

## История
Основана в 1901 году. В 1926 году деревня состояла из 116 хозяйств, основное население — белоруссы. В административном отношении являлась центром Успенского сельсовета Зачулымского района Томского округа Сибирского края.

## Население
| 1926 | 2002 | 2010 | 2012 | 2013 | 2014 | 2015 |
| ---- | ---- | ---- | ---- | ---- | ---- | ---- |
| 636  | ↘327 | ↘299 | ↘286 | ↘280 | ↘263 | ↘260 |
| 2021 |      |      |      |      |      |      |
| ↘234 |      |      |      |      |      |      |

## Известные уроженцы
- Мазиков, Алексей Гаврилович (1947—2015) — советский и российский сотрудник органов государственной безопасности, генерал-майор.